# 美德与罪恶的寓言 (委罗内塞)
《美德与罪恶的寓言》是保罗·委罗内塞的一幅布面油画，大约 1565 年绘制于意大利威尼斯，现藏于纽约弗里克收藏馆。
画中描绘了赫拉克勒斯在代表美德与罪恶的两个女人之间挣扎,她们将他拉向不同的方向,美德似乎更占上风，但是罪恶撕破了他的袜子，又向他伸出了手。在她的裙子后面,藏着一把匕首和一尊狮身人面像。这幅寓言画旨在传输道德说教，即美德优于恶习。
这幅画与同样收藏于弗里克收藏馆的《智慧与力量》一起，是委罗内塞的第一部这种风格的作品。学者们认为这是他第一次跨越阿尔卑斯山的作品。 